# DAN DAN 心魅かれてく
『DAN DAN 心魅かれてく』（ダン・ダン・こころひかれてく）は、FIELD OF VIEWの4枚目のシングル。

## 解説
フジテレビ系アニメ『ドラゴンボールGT』のオープニングテーマ（同アニメ最終回のスタッフロールでも流れた）・映画『ドラゴンボール 最強への道』の主題歌として起用された。さらに主題歌に使われた『ドラゴンボールGT』とコラボレーションしたロート製薬の「新・ロートこどもソフト」のCMソングでもある。番組内ではアレンジ・バージョンがたびたび使われた。デビューシングル「君がいたから」からこのシングルまで4作続けてZARDの坂井泉水による作詞である。のちにZARDが『TODAY IS ANOTHER DAY』でセルフカバーした（編曲は池田大介）。
歌詞の一部は『ドラゴンボールGT』のストーリー展開を思わせるものが使用されている。
オリコン週間シングルチャートでは、初登場4位を獲得。累計枚数は52.8万枚を記録した。
レコーディング時点では安部潤の脱退後で新津健二加入前なので、ジャケット写真は3人のみとなっている。このジャケット撮影の様子は、シングル発売直前に『NO.』『CD NEWS』などで公開された。テレビ朝日系『ミュージックステーション』出演時より新津がベースとして参加している。
ビデオクリップは、図書館で撮影され、少女が図書館を歩きながら「FIELD OF VIEW」と書かれた本を見つけて開くところから、メンバーの演奏シーン、そしてサビへとつながっていく様子を収録している。撮影場所は工学院大学。
2012年8月26日、作曲を担当した織田哲郎がAnimelo Summer Live 2012で小松未可子、黒崎真音、Rayと表題曲を歌った。
プロ野球ではホームゲームでバッターボックスに立つ時の登場ソングとして使われることが多く、2023年現在は阪神タイガースの小野寺暖が奇数打席に立つ時に使用している。また、リングネームが『ドラゴンボールGT』のヒロインであるパンに由来する女子キックボクサーのぱんちゃん璃奈や、元男性総合格闘家の渡部修斗も入場ソングに使用している。
このほか、2021年8月よりバンダイ（キャンディ事業部）『ドラゴンボール 超戦士ウエハース超 奇跡のフュージョン』のCMソングとして起用されている。
元々浅岡も作詞をしていたが、坂井の歌詞が浅岡の元に届いたとき浅岡はそっと筆をおいた。

## 収録曲
1. DAN DAN 心魅かれてく
作詞：坂井泉水　作曲：織田哲郎　編曲：葉山たけし
  - 今までのシングル曲の中で最も歌いやすかったため、ヴォーカル・レコーディングは短期間で終了したという。また、イントロ部分から入っているタンバリンは編曲を担当した葉山が叩いている[3]。
2. Dear old days
作詞・作曲：浅岡雄也　編曲：徳永暁人
3. DAN DAN 心魅かれてく（オリジナルカラオケ）

## 楽曲の収録アルバム
- FIELD OF VIEW II (#1)
- SINGLES COLLECTION+4 (#1)
- the FIELD OF VIEW BEST 2001 Limited Edition of Asia (#1)
- Memorial BEST 〜Gift of Melodies〜 (#1)
- complete of FIELD OF VIEW at the BEING studio (#1)
- BEST OF BEST 1000 FIELD OF VIEW (#1)
- サウンドトラック ドラゴンボール 〜最強への道〜 (#1)
- コンピレーションアルバム It's TV SHOW!! (#1)
- コンピレーションアルバム COUNTDOWN BEING (#1)
- コンピレーションアルバム MILLION 〜BEST OF 90's J-POP〜 RED (#1)
- FIELD OF VIEW BEST HITS (#1)
- FIELD OF VIEW 25th Anniversary Extra Rare Best 2020 (#1, #2、#1は未発表テイク)
- キミが好きだと叫びたい 〜Love & Yell〜（#1）

## カバー
- ZARD（セルフカヴァー、上述）
- ゴールデンボンバー（2007年、配布限定アルバム『JUSTICE教徒に告ぐ・・蝕の宴』に収録）
- 中川翔子（2010年、アルバム『しょこたん☆かばー3 〜アニソンは人類をつなぐ〜』のCD+DVD盤に収録）
- SARD UNDERGROUND（2019年、アルバム『ZARD tribute』に収録）

## その他
2017年12月13日に放送されたフジテレビ『2017 FNS歌謡祭 第2夜』では、Kis-My-Ft2のカバーで本曲が披露された。なお、「アニメソング名曲メドレー」というスペシャル企画で披露されて、他のアニメソングでは本家と他のアイドルグループの共演で披露されていたが、本曲を歌唱しているFIELD OF VIEWが解散しているため、特別にカバーバージョンとして披露された。
2022年1月30日より3月3日までゲームアプリ『ドラゴンボールZ ドッカンバトル』内にてゲーム内BGMとして本曲が使用されている。